# Dalečín
Dalečín település Csehországban, a Žďár nad Sázavou-i járásban. Dalečín Chlum-Korouhvice, Velké Janovice, Vír, Sulkovec, Strachujov, Unčín, Ubušínek, Bystřice nad Pernštejnem, Jimramov és Písečné településekkel határos. Lakosainak száma 669 fő (2024. január 1.).

## Népesség
A település lakosságának változását az alábbi diagram mutatja:
| Lakosok száma | 1065 | 1102 | 984  | 772  | 799  | 723  | 649  | 643  | 649  | 669  |
|               | 1869 | 1890 | 1921 | 1950 | 1980 | 2001 | 2017 | 2019 | 2022 | 2024 |